# معهد الأمير سلطان لأبحاث التقنيات المتقدمة
معهد الأمير سلطان لأبحاث التقنيات المتقدمة هي مؤسسة علمية مستقلة عن الحكومة السعودية، مهمتها إجراء البحوث العلمية التطبيقية والتطوير التقني لدعم القوات الجوية الملكية السعودية والجهات العسكرية والأمنية الأخرى في زيادة الكفاءة والفاعلية لتحقيق الريادة الإقليمية. وتقع في كلية الهندسة في جامعة الملك سعود. في العاصمة الرياض، المملكة العربية السعودية. إنطلقت الخطوات التأسيسة للمعهد بجهود ومبادرة من قبل القوات الجوية الملكية السعودية وجامعة الملك سعود، تم الحصول على موافقة وزير الدفاع السابق الأمير سلطان بن عبدالعزيز على نشأة المعهد في عام 2008، تأسس مجلس إدارة المعهد بموافقة نائب وزير الدفاع الأمير خالد بن سلطان في عام 2011.

## التاريخ
أسس المعهد من قبل تحالف مكون من القوات الجوية الملكية السعودية، وجامعة الملك سعود. وفي عام 2008، أصدر وزير الدفاع موافقة رسمية على تأسيس المعهد. وفي عام 2011، تم تأسيس المعهد. يعمل المعهد بشكل وثيق مع القوات الجوية الملكية السعودية، ومختلف قوى الأمن السعودي، والقطاعات العسكرية لتحسين كفاءتها، وتوفير الدراسات المتخصصة، والاستشارات العلمية.

## أهداف المعهد
يستفيد المعهد بتعاونه الوثيق مع وزارة الدفاع والمنظمات الخاصة والتفاعل القوي مع جامعة الملك سعود والجامعات المحلية والعالمية ومراكز البحوث. يعمل المعهد بمثابة مركز لنقل التقنيات الحديثة إلى وزارة الدفاع ومختلف القطاعات العسكرية والأمنية في المملكة العربية السعودية. ويأتي هذا منسجماً مع سعي المملكة العربية السعودية للتحول إلى عالم اقتصاديات المعرفة. حيث يقوم المعهد بالمساعدة في توفير التقنيات الحديثة، والمساعدة في نقل وتوطين التقنيات الحديثة، وبناء جسر بين الأوساط الأكاديمية والصناعية، وتقديم حلول واستشارات تقنية لمشاكل الدفاع الوطني. وأهداف المعهد الإستراتيجية هي تقديم الدراسات والاستشارات العلمية المتخصصة، الإشراف على برامج نقل التقنية المرتبطة بعقود شراء المعدات والأسلحة، إنجاز البحوث التطبيقية والتطويرية لدعم الدراية الفنية وتقديم الحلول، وإجراء البرامج التدريبية والتأهيلية المتخصصة، بناء قاعدة المعارف والخبرات في المجالات الاستراتيجية للعمليات العسكرية والأمنية، توسعة قدرة القطاعات الصناعية والمنتجة بالسعودية لتطوير الابتكار التقني للمنتجات والحلول ذات الصلة بالدفاع والأمن، إنشاء المرافق والمعامل المتقدمة وتنمية القدرات لأداء الاختبارات الفنية وتقييم أداء المعدات، دعم القدرات الأكاديمية والبحثية لجامعة الملك سعود من خلال إنشاء المرافق والمعامل المتطورة، واستقطاب الخبراء الدوليين.

## المعامل

### معمل أبحاث المركبات الآلية
الهدف من تأسيس هذا المعمل بناء القدرات الوطنية ونقل التقنية في مجال المركبات الذكية بمختلف أنواعها كالطائرات بدون طيار والمركبات البرية ذاتية التحكم وغيرها. ويدخل من ضمن اهتمامات المعمل أنظمة الطيار الآلي، وأنظمة الاتصالات الجوية، وتصميم هياكل الطائرات، وأنظمة التوجيه والملاحة. ويقوم المعمل بتطوير أنظمة التحكم الإلكتروني المدمجة، وتصميم واختبار انظمة التوجيه والملاحة الالكترونية، وتصميم وتنفيذ أنظمة الاتصال اللاسلكي الرقمي بعيدة المدى، وتصميم واختبار هياكل الطائرات، ومعالجة الاشارات الرقمية، وتطوير برمجيات التشفير.

### معمل أبحاث الأتصالات والشبكات
الهدف من تأسيس هذا المعمل بناء وتنمية القدرات الوطنية في مجال تصميم وتطوير أنظمة وشبكات اتصالات حديثة بما يخدم القوات العسكرية السعودية. ويدخل من ضمن اهتمامات المعمل الاتصالات البصرية عريضة النطاق، وأنظمة الاتصالات القابلة للبرمجة، ومراقبة الطيف الكهرومغناطيسي، والأنظمة متعددة المداخل والمخارج.

### معمل أبحاث الكهروبصريات
الهدف من تأسيس هذا المعمل بناء القدرة الوطنية في مجال تقنية الكهروبصريات لتحقيق الريادة والاستقلالية لتلبية احتياجات القوات العسكرية السعودية. ويدخل من ضمن اهتمامات المعمل إجراء اختبارات القبول والتقييم للأنظمة العسكرية الكهروبصرية، والقيام بتطوير وتحديث أنظمة التصوير الكهروبصرية، وتصميم الحساسات والدوائر الالكترونية المتكاملة للكاميرات الحرارية، وتصميم وإنتاج حساسات الليزر، وتصميم وإنتاج هوائيات الأشعة تحت الحمراء للجس الحراري فائق السرعة.

### معمل أنظمة الميكرويف والهوائيات
الهدف من تأسيس هذا المعمل بناء وتنمية القدرات الوطنية في مجالات الكهرومغناطيسية ودوائر الميكروويف، والهوائيات، ورادارات الاستشعار عن بعد بما يخدم القوات العسكرية السعودية. ويدخل من ضمن اهتمامات المعمل تصميم وإنتاج واختبار الهوائيات، وتصميم وإنتاج دوائر الميكروويف، وتصميم الرادارات وانظمة استخلارات الإشارة.

### معمل تحليل الإشارات والصور الرقمية
الهدف من تأسيس هذا المعمل بناء وتنمية القدرات الوطنية في مجال تحليل الاشارات والصور الرقمية بما يخدم القوات العسكرية السعودية. ويدخل من ضمن اهتمامات المعمل تصميم واختبار الخوارزميات الرقمية، وتطوير انظمة تحليل الصور والإشارات الرقمية، وتقييم واختبار كفاءة تنفيذ المنصات المدمجة، والأنظمة متعددة المداخل والمخارج.

### مركز البحوث التطبيقية في الحرب الاكترونية
الهدف من تأسيس هذا المعمل أن يكون مركزاً للتميز التقني في مجال الحرب الإلكترونية يوفر المعرفة العلمية والتطبيقية للقوات العسكرية. ويدخل من ضمن اهتمامات المعمل فهم بيئة الحرب الالكترونية عبر دراسات وابحاث مركزة متعلقة بالحرب الالكترونية، ونمذجة ومحاكاة، ودراسة أنظمة التسليح، وتوصيف بيئة الحرب الالكترونية. إنشاء مرافق حرب إلكترونية ملائمة عبر تحديد المتطلبات المستقبلية لمعدات الحرب الالكترونية، والدعم في تحديد الاحتياجات والتقييم والتفاوض لشراء معدات الحرب الالكترونية، وتحديد المواصفات الخاصة باجراء اختبارات القبول ودعم تنفيذها. تحسين معدات الحرب الالكترونية وتطبيقاتها عن طريق دعم الاختبارات والتقييم، وتقديم خدمات استشارية، ودعم تدريبات الحرب الالكترونية.

## الإتفاقيات والتعاون
العملاء المحليين: القوات الجوية الملكية السعودية، القوات البحرية الملكية السعودية، القوات البرية الملكية السعودية.
الشركات المحلية: شركة الإلكترونيات المتقدمة، شركة السلام للطائرات.
المنظمات الدولية: سلاح الجو الملكي البريطاني، وبريتش ايروسبيس، وبي إيه إي سيستمز، واجيلنت تكنولوجيز، وبوينغ، وشركة ساب للطائرات، ورايثيون، أوغستا بيل، والكترونيكا سبا، وآخرون.